# Agnes Pless
Agnes Pless, geborene Strauß (* 1502 in Frankfurt am Main; † 4. März 1547) war eine deutsche Metzgerstochter und nach dem Tode ihres Mannes langjährige Mätresse des „Primas Germaniae“, dem Kardinal Albrecht von Brandenburg, an dessen Ablasspraxis sich die Reformation entzündete.

## Leben
Pless war die Tochter des Frankfurter Metzgermeisters Hans Strauß (verstorben 1519) und wurde 1502 in Frankfurt am Main geboren. Ihre Mutter war Ottilie Strauß (geb. Semer), die zweite Frau von Hans Pless. Seine erste Frau, Agnes Pless, geb. Kohler, verstarb 1495 und er heiratete Ottilie im selben Jahr. Agnes wurde wohl nach dieser ersten Frau benannt.
Agnes Pless hatte einen jüngeren Bruder, Johannes Strauß, der 1546 Schultheiß zu Großauheim wurde und 1556 Bürger zu Hanau. Das Erbe seiner Schwester schlug er aus.
1521 heiratete Agnes Pless den Frankfurter Bürger Hans Pless, der vor 1527/28 starb und dessen Namen sie behielt.
1525 verkaufte sie mit ihrem Ehemann die ererbte Fleischschirn.
Nach dem Tod ihres Mannes verschenkte Agnes ihr Elternhaus, neben dem Hospital zum heiligen Geist in Frankfurt gelegen, an die Frankfurter Armenfürsorge, den sogenannten Allgemeinen Almosenkasten. Danach sind ihre Spuren in Frankfurt nicht mehr aufzufinden.
Ab 1529 tauchte sie in Aschaffenburg an der Seite Kardinal Albrechts von Brandenburg wieder auf, dem Ranghöchsten der Römisch-katholischen Kirche im Heiligen Römischen Reich deutscher Nation sowie Hauptgegner Martin Luthers im Streit um den Ablass und die Kirchenreform, dem Luther 1517 seine 95 Thesen in die Residenz nach Aschaffenburg geschickt hatte, die letztlich die Reformation auslösten.
Agnes Pless war die Mätresse Kardinal Albrechts bis zu dessen Tod im Jahr 1545. Sie war sehr wohlhabend, hatte Verwandte und Grundbesitz in Frankfurt am Main, Mainz, Landau, später Aschaffenburg und Halle a. d. Saale. Daher konnte sie auch dem Kardinal und anderen bekannten Bittstellern, wie dessen Hofmaler Simon Franck, einem Schüler von Lukas Cranach d. Ä., größere Geldbeträge leihen.
Sie hatte wohl eine sehr innige Beziehung zu Kardinal Albrecht, begleitete ihn auf Reichstage und nahm sich auch seiner Tochter Anna an, dem Kind aus der vorigen Liaison mit Elisabeth, genannt „Leys“ Schütz von Holzhausen. In ihrem Testament vermachte sie dieser Tochter Anna eine Kette mit Annas Bildnis.
Anna heiratete später den erzbischöflichen Sekretär Joachim Kirchner und hatte zusammen mit ihm einen Sohn, Albrecht, der als Dreijähriger 1541 verstarb und dennoch – sehr ungewöhnlich für ein kleines Kind – ein Epitaph in der Aschaffenburger Stiftskirche erhielt.
1531/2 begleitete Agnes Pless Albrecht von Brandenburg nach Halle an der Saale. Dort erwarb sie für mehr als 2.000 Gulden ein Haus am „Alten Markt“, genannt „Zum grünen Hof“.
Hier lebte sie zusammen mit ihrer Mutter und hielt prunkvoll Hof. Ihre Beziehung zu Albrecht war öffentlich bekannt. Sie bekam zum Beispiel auch Geschenke von mehreren Adeligen, zum Beispiel eine kostbare Perlenkette von Herzog Heinrich von Braunschweig Wolfenbüttel (1489–1568).
1541 verließ sie im Zuge des Reformationssieges Halle zusammen mit Albrecht und ihrer Mutter. Von dem Geld aus dem Verkauf des Grünen Hofes in Halle kaufte sie in Aschaffenburg auf Vermittlung des Kardinals vom Aschaffenburger Stift St. Peter und Alexander ein Haus in der „Kleinen Webergasse“, ließ es abreißen und bis 1542 sehr prächtig wieder aufbauen. Ihre Mutter starb am 25. Mai 1543 und erhielt ein Epitaph in der o. g. Aschaffenburger Stiftskirche.
Agnes Pless wurde noch am Totenbett des Kardinals am 24. September 1545 in Mainz in Arrest genommen, weil das Mainzer Domkapitel in ihrem Besitz Wertgegenstände vermutete, die dem Erzstift Mainz gehörig waren. Nach längeren Verhandlungen mit dem Amtsnachfolger Albrechts einigte man sich auf eine Zahlung von 44.000 Gulden an das Domkapitel, aber auch danach dürfte Agnes Pleß noch über Vermögen verfügt haben, denn sie starb sehr wohlhabend. Der Kunsthistoriker Walther Karl Zülch beschreibt in seiner Darstellung sehr detailliert, was an Geschmeide, Kleidung und Spezereien noch zu vererben war. Zudem vermachte sie Landgraf Philipp von Hessen, dem „Vorzeigeprotestanten“, 4.000 Gulden für dessen Spitäler, eine damals ungeheure Summe.
Kurz vor ihrem Tod, 1547, begab sie sich nach Frankfurt am Main zu einem florentinischen Kaufmann namens Lorenz Villani (1491–1559), der für die Florentiner Seidenhandlung Petrus Saliti in Frankfurt tätig war und auch Aufträge für Kardinal Albrecht übernommen hatte.
Dort verfasste sie ihr Testament. Als Testamentvollstrecker setzte sie Philipp von Hessen ein.
Am 17. Februar 1547 heiratete sie in Rommershausen, laut Zülch „gebrochen von der mehrmonatigen Haft“, mit 45 Jahren den verarmten hessischen Adligen Raban von Holzheim. Zuvor trat sie zum Protestantismus über.
Nur 14 Tage nach ihrer Hochzeit verstarb sie am 4. März 1547 aus ungeklärten Gründen. Der Witwer führte anschließend in Frankfurt einen mehrjährigen vergeblichen Prozess mit dem genannten Seidenhändler um die Herausgabe des Geldes seiner Frau.

## Vorstellung

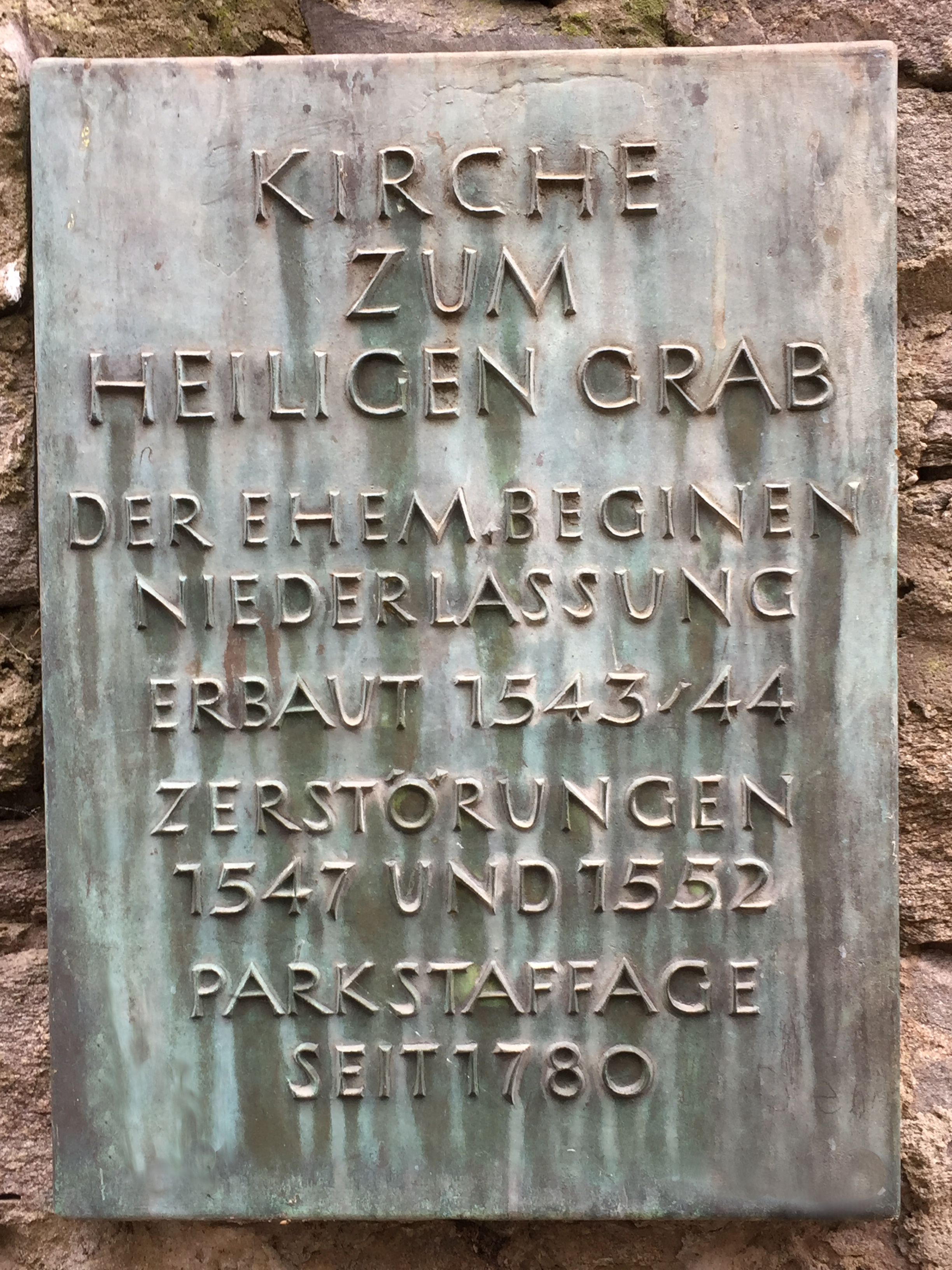
Memorialtafel Ruine Schöntal in Aschaffenburg, die angibt, dass hier eine Beginenniederlassung gewesen sei.

Während von der vorigen Mätresse Albrechts, Elisabeth, genannt Leys, Schütz von Holzhausen, mehrere mutmaßliche Abbildungen existieren, gibt es (laut Merkel) von Agnes Pless kein einziges Bildnis, das sie nachweislich darstellt. Dafür ist eine Abschrift ihres Testamentes erhalten (das Original verbrannte im Zweiten Weltkrieg) sowie ihr Bericht über ihre Vermögensverhältnisse, den sie den Gesandten aus Magdeburg und Halberstadt gab, die nach dem Tode ihres Bischofs ebenfalls noch Forderungen geltend machen wollten.
Vor seinem Tod bestimmte Albrecht seine Geliebte zur Vorsteherin eines Beginenkonvents in Aschaffenburg. Dieser Beginenkonvent befand sich vermutlich im damaligen Aschaffenburger Tiergarten (heutiges Schöntal), der zugehörige Beginenhof wurde allerdings entweder gar nicht erst fertiggestellt oder aber bald nach dem Tod des Kardinals wieder verlassen. Die heutigen Ruine der Heilig-Grab-Kirche (s. Foto "Memorialtafel Ruine Schöntal), die Albrecht von Brandenburg nach seinem Abzug aus Halle in den Jahren 1543 bis 1545 (Datierung über vorhandene Inschriften) in Aschaffenburg erbauen ließ und möglicherweise als Memorialkirche in Form einer Beginenhofkirche vorgesehen hatte, dürfte jedenfalls ihre Zweckbestimmung im Zusammenhang mit der weiteren Lebensgestaltung der Konkubine gehabt haben, wurde aber wohl im Schmalkaldischen Krieg 1547 nachhaltig beschädigt.
Ein Teil der Forschung (Tacke) vermutet, die Stellung einer Beginenmutter habe Agnes Pless nach dem Tod Albrechts vor wirtschaftlicher Not schützen sollen.
Die meisten Autoren (Mayer, Merkel, Fußbahn) vertreten jedoch die Ansicht, dass angesichts des im Testament dokumentierten Wohlstands von Agnes Pless wohl eher der (letztlich vergebliche) Versuch unternommen wurde, ihr eine gesellschaftlich akzeptierte Stellung für die Zeit ihres „Witwenstandes“ zu geben.
Noch vor seinem Tod hatte der Kardinal seiner Lebensgefährtin empfohlen, sich nach Halle, an Johann Albrecht von Brandenburg, seinen Neffen und Nachfolger, um Hilfe zu wenden. Dazu kam es aber nicht mehr.

## Belletristik
- Ruth Elsholz: „O Mensch, bedenck das End!“ Aus den Memoiren der Lebensgefährtin Kardinal Albrechts von Brandenburg, aufgeschrieben von ihr selbst. 2., überarb. Auflage. Bielefeld 2017, ISBN 978-3-938969-56-4.